# VT-9
Escadron d'entraînement 9
Le Training Squadron 9 (TRARON NINE ou VT-9) est un escadron de chasseur d'attaque du Naval Air Training Command de l'US Navy. Créé en 1927, il est basé actuellement à la Naval Air Station Meridian, dans le Mississippi. Il est l'un des deux escadrons du Training Air Wing One (TRAWING ONE). Deux autres escadrons du même type, appartenant au Training Air Wing Two (TRAWING TWO) sont basés au Naval Air Station Kingsville au Texas.

## Mission

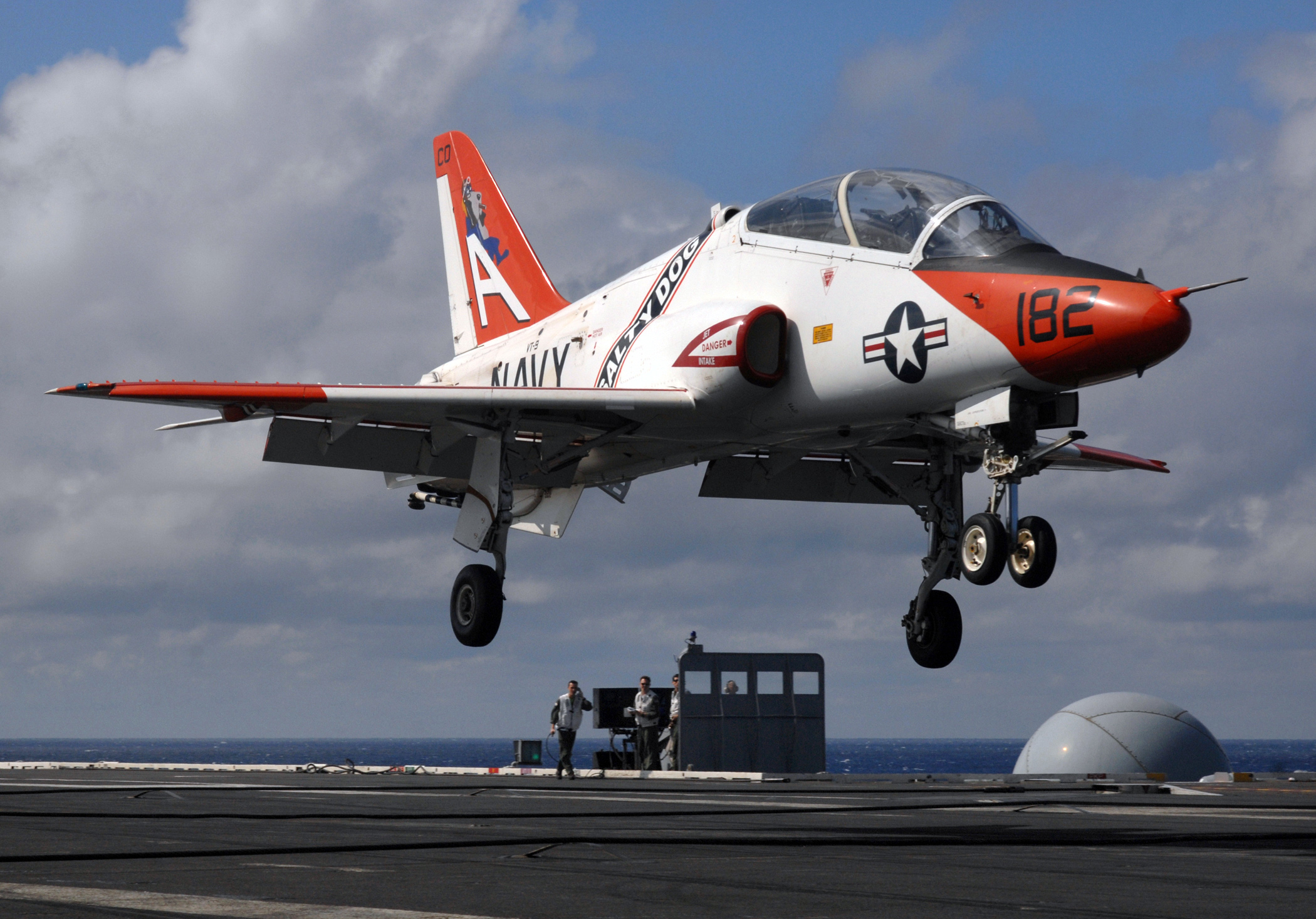
Appontage d'un T-45 Goshawk du VT-9 sur l'USS Harry S. Truman

Les aviateurs de l'US Navy et les étudiants de l'aéronavale sont formés par le VT-9, ainsi que des aviateurs des marines britannique, espagnole et italienne. L'escadron pilote le T-45C Goshawk, un dérivé de la marine américaine de l'avion à réaction britannique BAe Hawk. Les étudiants de la formation primaire sur le T-6B Texan II, sont formés sur le T-45C Goshawk sur un programme de 12 mois composé de systèmes, d'armes, d'aérodynamique, de procédures d'urgence et d'autres cours académiques. Les étudiantscomplètent normalement le programme en effectuant une série d'appontage sur un porte-avions. Une fois cette condition préalable terminée, les étudiants diplômés passent au pilotage d'un avion de chasse ou d'un système de détection et de commandement aéroporté E-2 Hawkeye, avec une formation supplémentaire  dans la Fleet Replacement Squadron (FRS).

## Historique

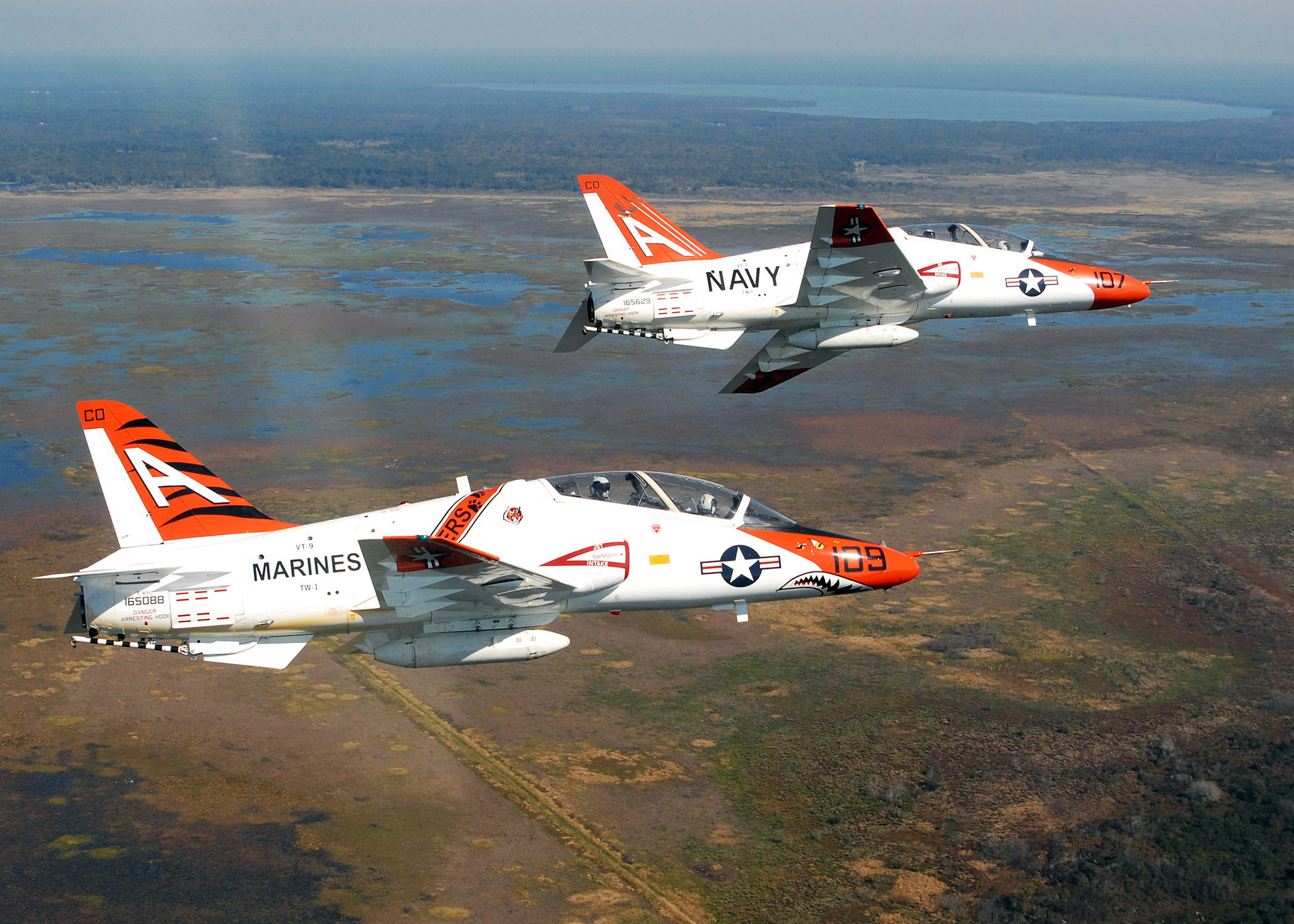
T-45C Goshawk du VT-9 sur USS Harry S. Truman

Le VT-9 est le troisième escadron et le deuxième escadron d'entraînement à être désigné VT-9. Le premier VT-9 a été créé en 1927 sous le nom de Torpedo Squadron NINE pilotant le Curtis T-3M Convertible Land/Seaplane. Le premier Training Suadron NINE a été créé le 15 décembre 1961 à McCain Field, Naval Air Station Meridian au Mississippi, pilotant le T2J-1 Buckeye et se faisant appeler  "Tigers" lorsqu'ils ont été séparés du Training Squadron SEVEN. En septembre 1962, les avions de l'escadron ont été renommés T-2A par le Système Tri-Service de désignation des appareils militaires américains (1962). En 1969, l'escadron a été le premier à passer au T-2C Buckeye.
Le 2 août 1971, le deuxième et actuel Training Squadron NINE a été créé en tant que Training Squadron NINETEEN (VT-19) "Frogs" lorsqu'il a été séparé du premier Training Squadron NINE formant deux escadrons "sœurs". Les deux escadrons ont ensuite assumé le rôle d'entraînement intermédiaire sur avion à réaction sur le T-2C Buckeye. Le premier escadron d'entraînement NINE a été dissout en juillet 1987 et ses avions et son personnel ont été regroupés dans le VT-19.
Le 1er octobre 1998, leVT-19 a été renommé VT-9 (devenant le deuxième escadron d'entraînement à utiliser la désignation VT-9) et a pris le nom de "Tigers" du premier escadron d'entraînement NINE. En juin 2004, l'escadron a effectué le dernier vol Student Naval Aviator dans le T-2C "Buckeye" et a achevé sa transition vers le T-45C Goshawk.